# О’Хиггинс (футбольный клуб)
«О’Хи́ггинс» (исп. Club Deportivo O'Higgins S.A.D.P.) — чилийский футбольный клуб из города Ранкагуа. Выступает в Первом дивизионе чемпионата Чили.

## История
Команда была основана 7 апреля 1955 года в результате слияния клубов «Америка» и «О’Хиггинс Брейден», который в свою очередь был образован годом ранее из команд, созданных медедобывающей компанией Брейден и институтом О'Хиггинса. Названа в честь национального героя Чили Бернардо О’Хиггинса. Домашние матчи проводит на стадионе «Эль Теньенте», вмещающем 14 450 зрителей, на этом стадионе проводились матчи ЧМ-62. В настоящий момент выступает в чилийской Примере, сильнейшем дивизионе страны. Всего в высшем дивизионе «О’Хиггинс» провёл 46 сезонов. «О’Хиггинс» четырежды представлял Чили в розыгрыше Кубка Либертадорес.
В 2013 году «О’Хиггинс» впервые стал чемпионом Чили. Для победы в Апертуре клуб из Ранкагуа обыграл в дополнительном «золотом матче» столичную «Универсидад Католику» 1:0. Единственный гол на счету Педро Пабло Эрнандеса.

## Достижения
- Чемпион Чили (1): Ап. 2013
- Вице-чемпион Чили (1): Ап. 2012
- Финалист Кубка Чили (2): 1983, 1994